# Haribo
A Haribo é uma empresa de confeitaria com sede em Bonn, na Alemanha, foi fundada em 1920 por Hans Riegel Sr., sendo a primeira fabricante de balas de goma.
A empresa é conhecida mundialmente pelas suas balas de goma em forma de ursos, chamados de "Ursos Dourados" (ou Goldbären em Alemão), que foram criados nos anos 1960 baseados numa versão similar da bala de goma que era conhecida como "Ursinho Dançante".